# Закон об электрификации сельских районов (1936)
Закон об электрификации сельских районов (англ. Rural Electrification Act of 1936) — федеральный закон США, принятый 20 мая 1936 года в рамках политики «Нового курса»; закон создал Администрацию электрификации сельских районов (англ. Rural Electrification Administration, REA/РЭА), которая начала предоставлять федеральные займы для возведения электрических распределительных систем в изолированных сельских районах страны. Финансирование осуществлялось через кооперативные компании, большинство из которых продолжает существовать и в XXI веке: члены кооператива приобретали электроэнергию оптом и распределяли ее, используя собственную сеть линий электропередач.